# 린지 크로스
린지 크라우스(Lindsay Crouse, 영어 발음: /ˈkraʊs/, 1948년 5월 12일 ~ )는 미국의 배우이다.

## 출연 작품

### 영화
- 슬랩 샷 (1977)
- 인사이더 (1999)

### 텔레비전
- 플래시포워드 (2010)